# Gripsholms kungsladugård

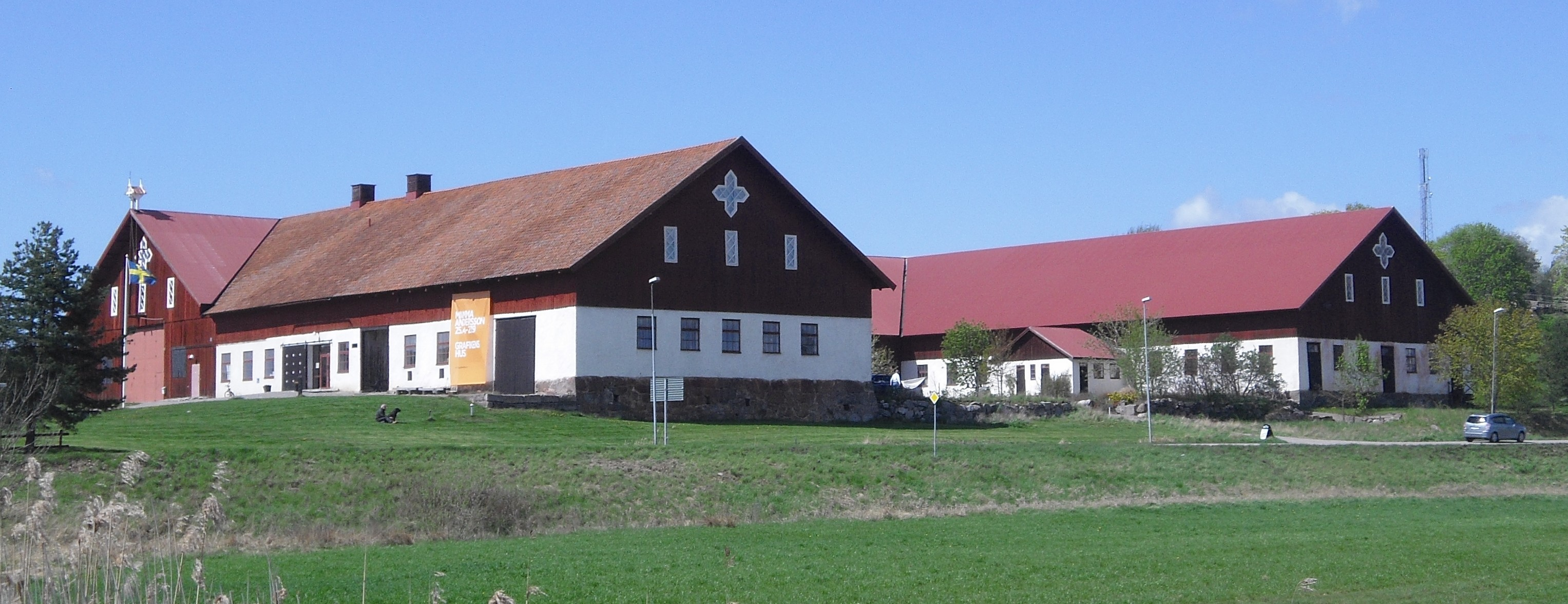
Kungsladugårdens ladugårdsbyggnad, som bland annat inrymde Grafikens hus, och som brann i mars 2014. Bild från maj 2009.

Gripsholms kungsladugård är ett jordbruk med tillhörande byggnader i Mariefred i Södermanland. Gården är en del av Gripsholms slottsanläggning, och ligger norr om slottet strax utanför Mariefreds gamla stadskärna. Jordbruket försåg tidigare slottet med lantbruksprodukter som kött, grönsaker och spannmål. Gripsholms kungsladugård ägs av staten och förvaltas av Statens fastighetsverk. Från 1996 inbefann sig Grafikens hus i kungsladugårdens ladugårdsbyggnad tills byggnaden ödelades i en brand våren 2014.

## Historia
Jordbruket ligger på mark som ursprungligen tillhörde tre byar, Marsta, Finsta och Betsta. Rester av dessa tre byar var synliga in på 1700-talet. Gården har anor från 1200-tal och har haft ägor i åtta socknar i Södermanland.
Gårdens ladugårdsbyggnad har troligen alltid legat mellan Kärnbo kyrka och slottet, även om kung Gustav Vasa i samband med Dackefejden befallde att det skulle ordnas fähus, stall och förråd på själva slottsholmen.
Gården omnämns ofta i slottets räkenskaper. Där sägs bland annat att det fanns oxehus, som byggdes 1581, en kalvstuga, fähus samt lador. Byggnadernas tak var täckta med halm. År 1561 byggdes ett stall vid ladugårdsbyggnaden. Kungsladugården drabbades av brand år 1558 då boskap och hästar brann inne.
På en karta från 1728 har ladugårdsbyggnaden en nästan kvadratisk form. På platsen för bostadshusen finns fem hus inritade på kartan. Under andra halvan av 1800-talet uppfördes nya ekonomibyggnader, bland annat den stora ladugårdsbyggnad som från 1996 bland annat inrymde konsthallen Grafikens hus. 
Ett par av gårdens bostadshus, de båda flyglarna, uppfördes på 1700-talet (enligt vissa källor redan på 1600-talet) medan huvudbyggnaden är yngre. Dessa hus klarade sig vid den svåra branden år 2014.
Kungsladugården har haft flera olika ägare med koppling till kunga- och statsmakten, bland dem Bo Jonsson (Grip), drottning Margareta, Sten Sture den äldre, Gustav Vasa och Karl IX. Från början på 1700-talet har gården varit utarrenderad. Stora delar av gårdens tidigare jordbruksmark har på senare år omvandlats till golfbana, Gripsholms golfklubb.
I länsstyrelsens och kommunens gemensamma kulturhistoriska analys för området, som togs fram 1993, omnämns byggnaderna som delar av ett riksintresse att bevara. I rapporten står bland annat: "Det är av stort värde ... att Kungsladugårdens mangårds-, ekonomi- och förrådsbyggnader speglar olika tiders byggnadsskick och dessutom kopplingen mellan slott och hushållning med jordbruksresurser...".

## Ladugården idag
Från 1996 var de gamla ladugårdsbyggnaderna platsen för konsthallen Grafikens hus. Söndagen den 16 mars 2014 utbröt en brand i en angränsande lokal. När brandkåren kom till platsen var den gamla ladugårdsbyggnaden övertänd och arbetet koncentrerades till att begränsa branden. Byggnaden brann ner till grunden och ingenting gick att rädda av vare sig den, de närliggande ekonomibyggnaderna eller Grafikens hus ovärderliga konstsamling bestående av, vid tidpunkten, fler än 8000 verk . Branden fastställdes efter flera års polisutredning vara en olyckshändelse orsakad av en cigarettfimp. 
SFV tog snabbt inriktningsbeslut i att återuppbygga kungsladugården på grund av de höga kulturvärdena. Under det följande decenniet  togs flera koncept fram på vad en återuppbyggd byggnad skulle kunnas användas till, men inga blev verklighet av ekonomiska skäl. 2025 meddelade Strängnäs kommun att de ämnar att köpa marken som brandruinen står på för att själva finansiera återuppbyggnaden. I så fall ska platsen fungera som en ny mötesplats i Mariefred med plats för bland annat bibliotek, fritidsgård och kulturscen.

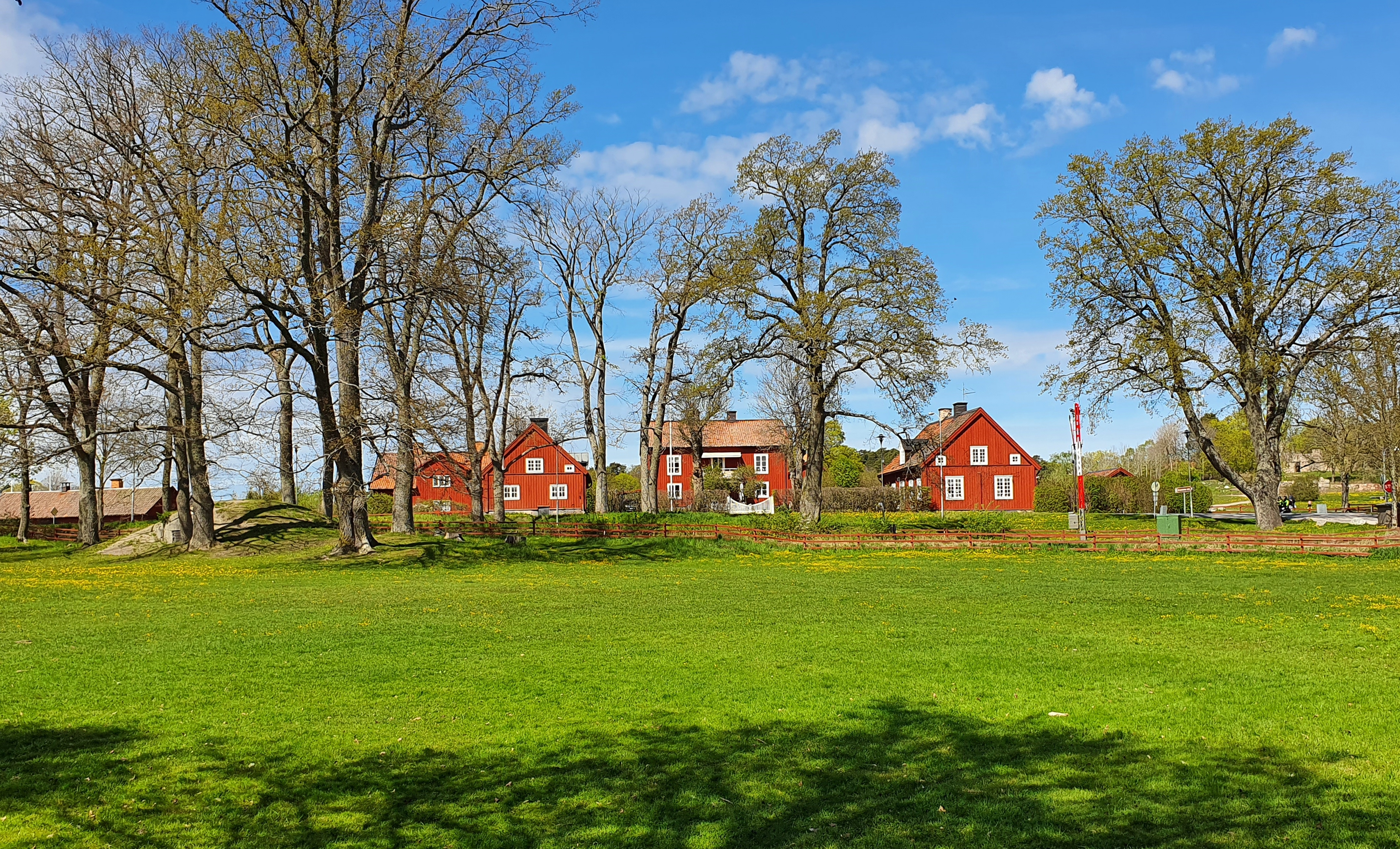
Gårdsbebyggelsen vid Gripsholms kungsladugård, Mariefred. Vy mot norr. Maj 2020
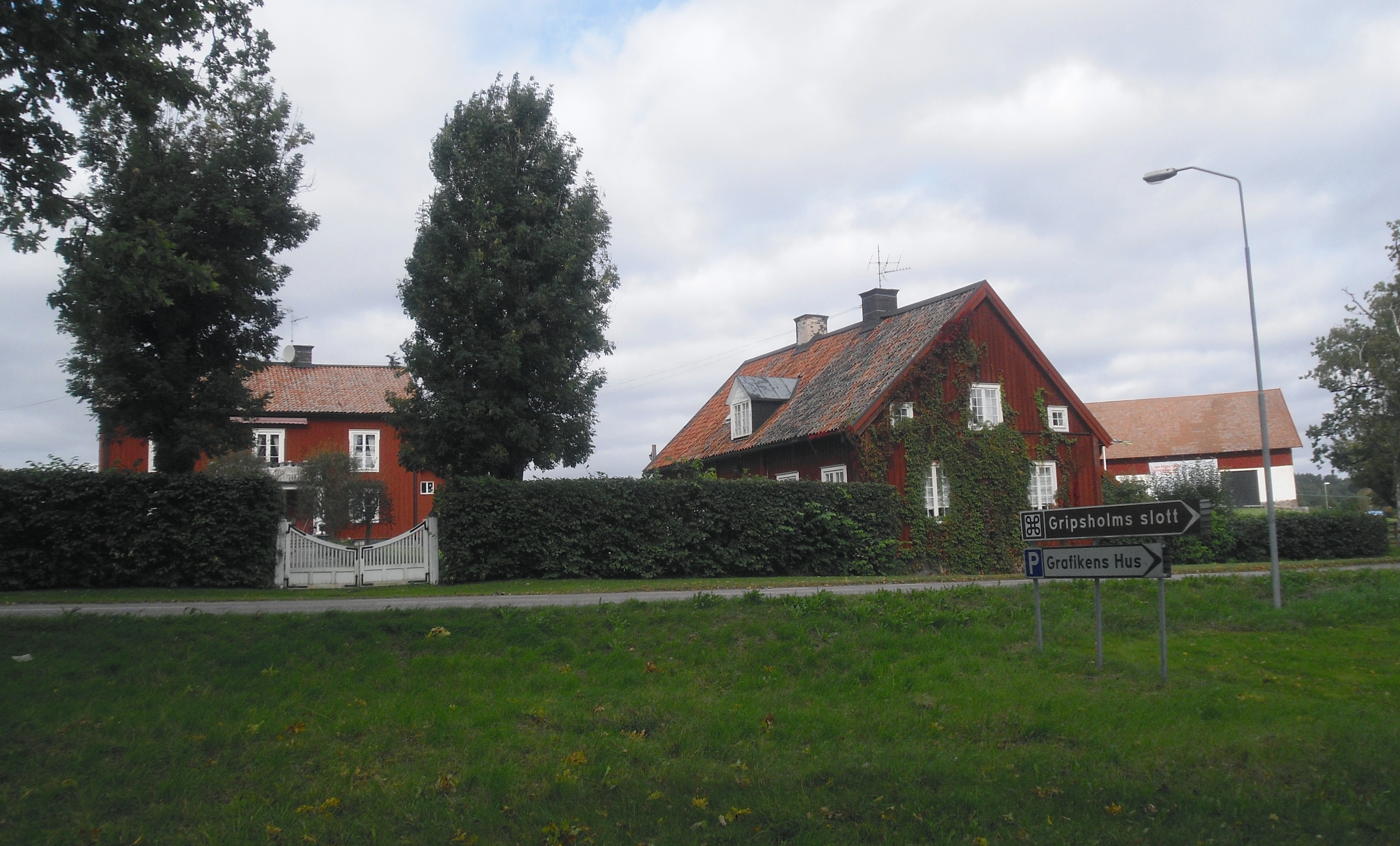
Huvudbyggnaden och östra flygeln, september 2012
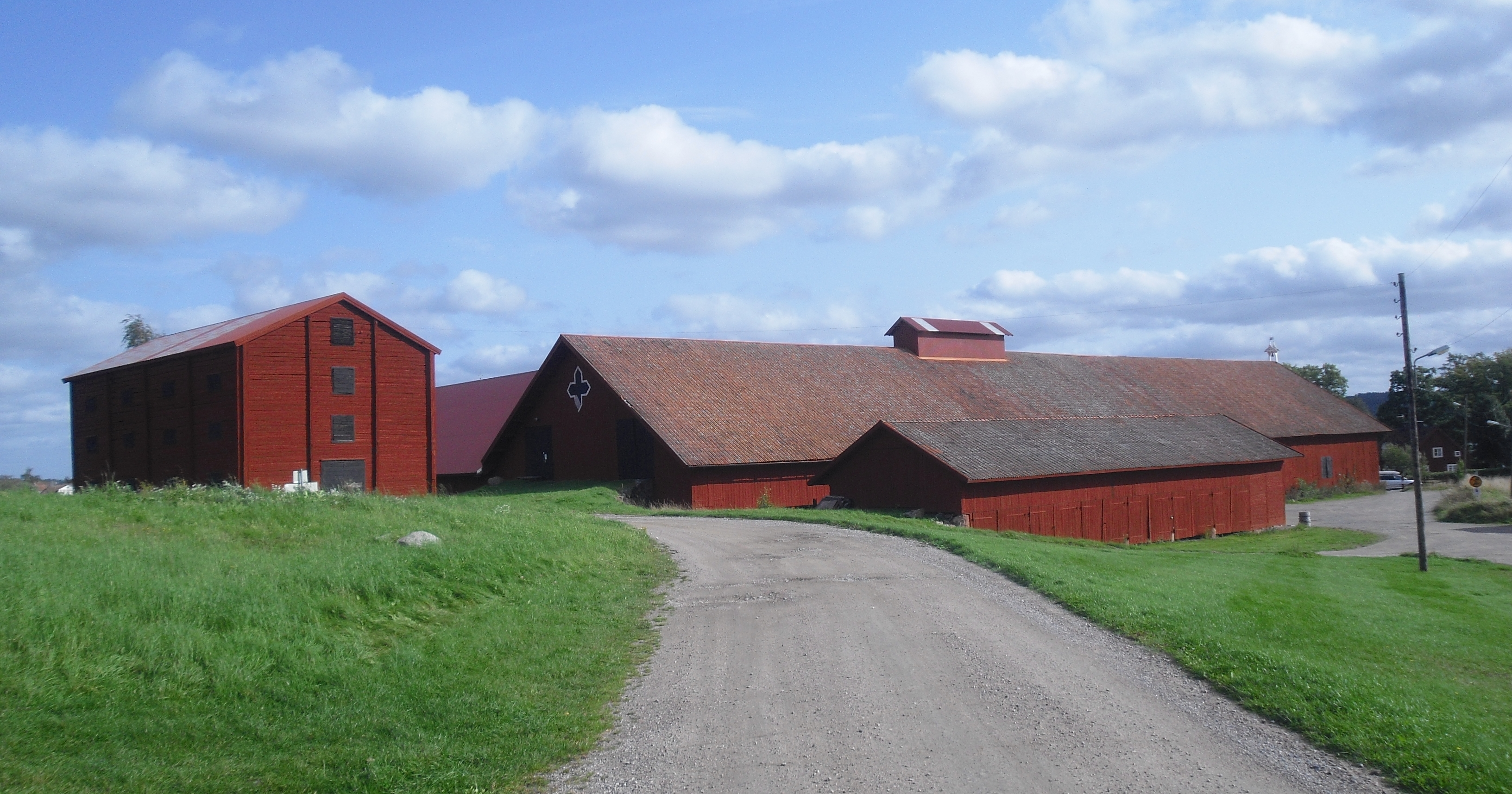
Ekonomibyggnader vid Gripsholms kungsladugård, september 2012
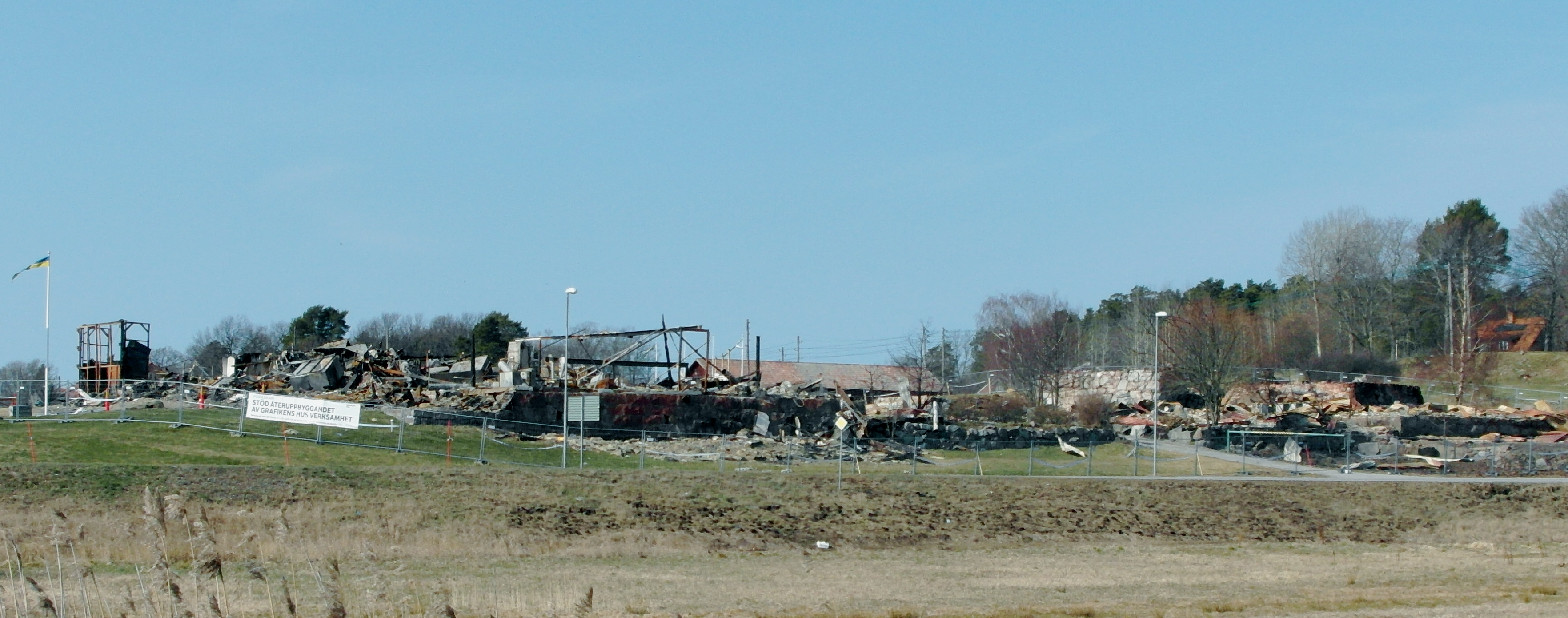
De nedbrunna resterna efter branden i Grafikens hus, mars 2014